# Ezequías
Ezequías (en hebreo: חִזְקִיָּהוּ‎, romanizado: Hizkiyahu o Hezekiah, lit. 'Yahu es mi fortaleza' o 'Yahu fortalece') fue, según el Tanaj (Antiguo Testamento), el decimotercer rey del Reino de Judá, hijo del rey Acaz (2 Reyes 18,1). Reinó hacia el 716 a. C.-687 a. C. Es uno de los reyes mencionados para la genealogía de Jesús en el evangelio de Mateo. 
Durante su reinado, el Imperio asirio quería expandirse por Judea ciudades circundantes a Jerusalén, además de exigir el pago de tributo a Senaquerib, a cambio de permanecer en su trono como gobernante tributario.

## Narrativa bíblica

### Familia
Ezequías era hijo del rey Acaz y Abías. Su madre, Abías (también llamada Abi), era hija de Zacarías, hijo de Berequías, quien era "hijo de Iddo". Iddo era uno de los "sacerdotes y levitas" que acompañaron a Zorobabel, hijo de Salatiel, cuando abandonaron el exilio en Babilonia (véase Nehemías 12:1, 4, 7). (2 Crónicas 29:1; comparado con Isaías 8:2). Según la datación de Thiele, nació en 741 a. C. Contrajo matrimonio con Hefzibah (2 Reyes 21: 1.) Murió por causas naturales a la edad de 54 años en c. 687 y fue sucedido por su hijo Manasés (2 Reyes 20:21).

### Advenimiento
Según la narración bíblica, Ezequías ascendió al trono de Judá a la edad de 24 años y reinó durante 29 años (2 Reyes 18: 2, 2 Crónicas 29: 1). Se ha propuesto que fue corregente de su padre Acaz durante unos 14 años, pero no hay evidencia textual de que así sucediera, la corregencia ha sido una de las hipótesis para ajustar la cronología de los reyes de Judá. El reinado exclusivo de Ezequías fue fechado por Albright desde 715 y desde 716 a. C. por Thiele.

### Restauración del templo
Según el texto bíblico, Ezequías purificó y reparó el Templo, eliminó ciertas imágenes del mismo, como Nehushtán, la "serpiente de bronce" atribuida a Moisés, y reformó el sacerdocio. En un esfuerzo por centralizar el culto, destruyó los santuarios locales (bamot). Una tradición registrada por el Libro de las Crónicas atribuye a Ezequías la celebración de una fiesta de Pascua en Jerusalén, a la cual se habría invitado a los habitantes del reino de Israel, pero es posible que esto no sea sino una duplicación de la hecha por su nieto, Josías.

## Invasión asiria
Ezequías gobernó durante o poco después de la conquista del Reino de Israel por los asirios de Salmanasar V y su sucesor Sargón II en 722 a. C. Judá absorbió muchos refugiados del reino del norte lo que incrementó el tamaño de Jerusalén y originó un gran cambio cultural en el reino. 
Después de la muerte de Sargón en 705 a. C., su hijo Senaquerib se convirtió en rey de Asiria. En 703 a. C., Senaquerib comenzó una serie de campañas  para sofocar la oposición al dominio asirio, comenzando con ciudades en la parte oriental del reino. En 701 a. C., se dirigió hacia las ciudades del oeste. Entonces Ezequías tuvo que enfrentarse a la invasión de Judá. 
La campaña de los asirios en contra de Judá se relata en el Prisma de Senaquerib y en el Tanaj, ambos coinciden en varios puntos:
- Ezequías no se subyugó a Senaquerib.
- Excepto Jerusalén, Senaquerib asoló todas las ciudades amuralladas de Judea (46 según el prisma de Senaquerib). En el asedio de Laquis se cuenta cómo se capturó la segunda ciudad en importancia y las tácticas militares empleadas.
- Ezequías terminó pagando tributo a Senaquerib.
- Senaquerib envió un gran ejército contra Jerusalén, donde Ezequías junto con todos los habitantes de la ciudad amurallada fueron sitiados.

En lo que difieren los relatos, es quien obtuvo la victoria en Jerusalén:
- Según el prisma de Senaquerib, este encerró a Ezequías en Jerusalén "como a un pájaro" y después, sin detallar que ocurrió en Jerusalén, dice que Ezequías le pagó tributo y que construyó una serie de fortalezas para mantenerle rodeado.
- Según la Biblia (2 Reyes 18 y 19; 2 Crónicas 32; Isaías 36 a 37), Senaquerib rodeó la ciudad, Ezequías clamó a Yahweh, quien le respondió por intermedio del profeta Isaías, Yahweh envía un ángel que mata a 185 mil soldados asirios que acampaban fuera de Jerusalén; a pesar de las bajas, Ezequías pagó tributo a Senaquerib.

Aparte de las fuentes bíblicas y asirias, los historiadores Beroso y Heródoto escribieron acerca de la invasión y describen muchas bajas asirias, explicando que fueron producto de una plaga de peste o de ratas, respectivamente. El historiador judío del siglo I Flavio Josefo armonizó sus relatos con la narrativa bíblica.

## En la arqueología
Sello de Ezequías:
En el 2009 fue encontrado en excavaciones lideradas por Eilat Mazar un sello de arcilla con la inscripción "Perteneciente a Ezequías [hijo de] Ajaz [o Acaz], rey de Judá".
Túnel del Siloé:

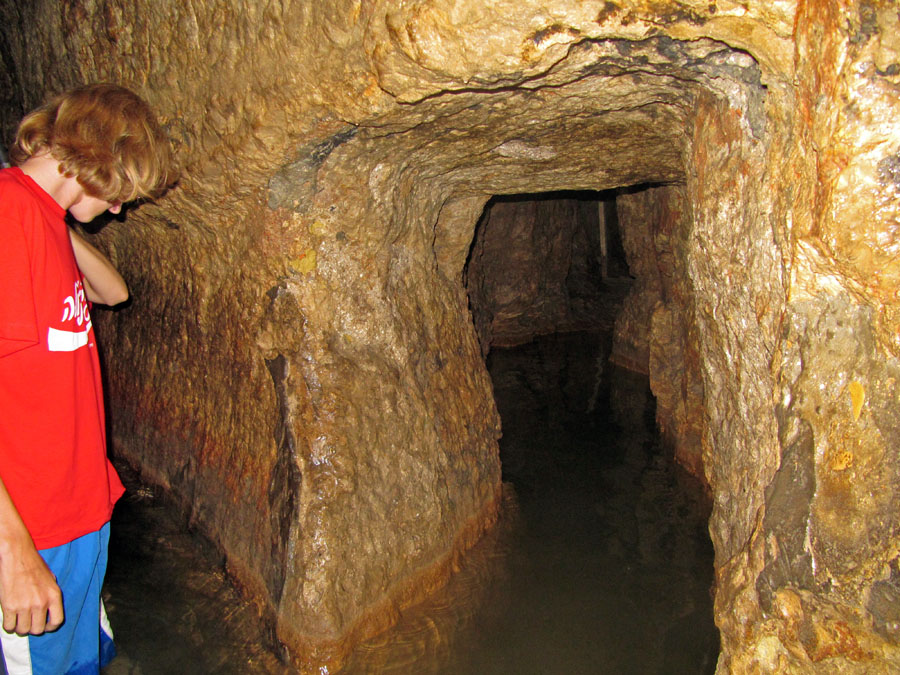
Túnel de Ezequías

La Biblia menciona en 2 Reyes 20:20 y 2 Crónicas 32:30 las obras hídricas hechas por Ezequías.

Los demás hechos de Ezequías y todo su poderío, y cómo hizo el estanque y el acueducto, y trajo agua a la ciudad, ¿no están escritos en el libro de las Crónicas de los reyes de Judá?"
2 Reyes 20:20

El Túnel de Ezequías fue descubierto en 1838 por Edward Robinson y se encuentra en la ciudad de Jerusalén.
Anales de Senaquerib
En el prisma de Senaquerib, dice esto de Ezequías: 
"Los funcionarios, los nobles y el pueblo de Ecrón, que habían arrojado a Padi su rey, atado por juramento y maldición de Asiria, con grilletes de hierro y lo habían entregado a Ezequías, el judío; lo mantuvo en confinamiento como un enemigo su corazón se asustó, e invocaron a los reyes egipcios, a los arqueros, carros y caballos del rey de Meluhha (Etiopía), una multitud incontable, y éstos acudieron en su ayuda. En las cercanías de Elteces, sus filas se prepararon delante de mí."
"En cuanto al rey de Judá, Ezequías, que no se sometió a mi autoridad, sitié y capturé cuarenta y seis de sus ciudades fortificadas, junto con muchos pueblos más pequeños, tomados en batalla con mis arietes ... tomé como despojo a 200.150 personas, pequeños y grandes, machos y hembras, junto con una gran cantidad de animales, entre ellos caballos, mulas, asnos, camellos, bueyes y ovejas. En cuanto a Ezequías, lo encerré en su ciudad real de Jerusalén, como un pájaro enjaulado. Entonces construí una serie de fortalezas a su alrededor, y no permití que nadie saliera por las puertas de la ciudad. Sus ciudades que capturé se las di a los reyes de Ashod, Ekron y Gaza".
Sello del gobernador
La Biblia refiere en 2 Reyes 23:7 y 2 Crónicas 34:8 que la ciudad de Jerusalén disponía de un gobernador propio en los tiempos de Ezequías, así como también bajo Josías. En enero de 2018, un grupo de arqueólogos anunció haber hallado en Jerusalén un sello del siglo VII a. C. que contenía inscrito la frase «perteneciente al gobernador de la ciudad», lo que corrobora el relato bíblico.